# وليد كتيلة
وليد كتيلة  (ولد في 20 جويلية 1985 ) و هو من أبرز الرياضين التونسين في الألعاب البارالمبية الصيفية 2012 حيث فاز بميداليتين ذهبيتين في سباقات 100 و 200 متر في إختصاص T34.

## أرقام قياسية
- في جانفي 2012، حطم وليد الرقم القياسي العالمي في سباق 100 متر إختصاص T34 في توقيت 15.69 ثانية في مدينة الكويت[2]
- فاز وليد بالميدالية الذهبية في سباقات 200 متر إختصاص T34 في توقيت قياسي عالمي و هو 27.98.
- كما حقق رقم قياسي بارالمبي و هو 15.95 عند فوزه بالميدالية الذهبية إختصاص 100 متر, ليكون بذلك صاحب الرقمين القياسيين العالمي و البارالمبي.

## الإختصاصات
- 100 متر رجال T34
- 200 متر رجال T34
- 400 متر رجال T34
- 800 متر رجال T34

## مواضيع ذات علاقة
- تونس في الألعاب البارالمبية الصيفية 2012
- تونس في الألعاب البارالمبية

## روابط خارجية
- وليد كتيلة على موقع Paralympic.org (الإنجليزية)
- وليد كتيلة على موقع IPC.InfostradaSports.com (مؤرشف) (الإنجليزية)